# Mound (Luizjana)
Mound – wieś w Stanach Zjednoczonych, w stanie Luizjana, w parafii Madison.